# Синяков Віктор Михайлович
Синяков Віктор Михайлович (26 серпня 1956, Запоріжжя) — сталевар мартенівського цеху Запорізького металургійного комбінату «Запоріжсталь». Герой України, Заслужений металург України.

## Життєпис
Росіянин; батько Михайло Григорович (1932–1992) — енергетик; мати Тамара Григорівна (1932–1995) — учителька укр. мови та літератури; дружина Валентина Матвіївна (1959) — працівниця «Запоріжсталі»; дочка Наталя (1979) — домогосп.
Освіта середня.
З 1976 року – сталевар мартенівського цеху «Запоріжсталі».
Захоплення: футбол, риболовля.

## Державні нагороди
- Звання Герой України з врученням ордена Держави (12 листопада 2003) — за визначні особисті заслуги перед Українською державою у розвитку металургії, випуску нових видів сталі, багаторічну самовіддану працю[1]
- Заслужений металург України (15 липня 1998) — за вагомий особистий внесок у розвиток металургійної промисловості, випуск нових видів якісної металопродукції, високий професіоналізм[2]